# Eleccions al Parlament Europeu de 1989 (Itàlia)
Les eleccions al Parlament Europeu de 1989 a Itàlia van ser les eleccions celebrades el 18 de juny per a escollir als 81 eurodiputats italians per a la III legislatura del Parlament Europeu. La participació va ser del 81,07% molt per sobre de la mitjana de la Comunitat Econòmica Europea però més d'1 punt menor que les anteriors eleccions, i van ser guanyades per Democràcia Cristiana.

## Sistema electoral
La representació proporcional de la llista de partit era el sistema electoral tradicional de la República Italiana des de la seva fundació el 1946, per la qual cosa es va adoptar també per triar els representants italians al Parlament Europeu. Es van utilitzar dos nivells: un de nacional per dividir els escons entre partits i un nivell de circumscripció per distribuir-los entre els candidats. A escala nacional, els escons es van dividir entre llistes de partits utilitzant el mètode de la resta més gran amb quota Hare. Tots els escons obtinguts per cada partit es van distribuir automàticament a les seves llistes obertes locals i als seus candidats més votats.
Les regions italianes estaven unides en 5 circumscripcions electorals, cada una elegia un grup de diputats:
1. Itàlia nord-occidental: Vall d'Aosta, Piemont, Ligúria i Llombardia - 25 escons.
2. Itàlia nord-oriental: Trentino - Tirol del Sud, Vèneto, Friül - Venècia Júlia i Emília-Romanya - 17 escons.
3. Itàlia central: Toscana, Úmbria, Marques i Laci - 16 escons.
4. Itàlia meridional: Abruços, Molise, Campània, Pulla, Basilicata i Calàbria - 16 escons.
5. Itàlia insular: Sicília i Sardenya - 7 escons.

Per a les llistes de minories lingüístiques es preveia la possibilitat de relacionar el vot amb una llista d'àmbit nacional: en aquest cas els vots de la llista de llengües van anar a incrementar els de la llista nacional, obtenint un dels seus escons si un candidat lingüístic obtenia com a mínim 50.000 vots. A més, la llei preveia el vot de preferència múltiple per als candidats de la llista: cada votant podia expressar la seva aprovació de fins a tres candidats, i el que més vots tenia es proclamava elegit, dins del límit dels escons obtinguts de cada llista circumscripció, segons el rànquing de vots obtingut.

## Resultats
Democràcia Cristiana va aconseguir tornar a guanyar les eleccions, després de la victòria cinc anys enrere dels comunistes, amb 11,4 milions de vots i 26 eurodiputats enfront dels 9,6 milions i 22 escons del Partit Comunista Italià. El Partit Socialista Italià, membre de la Confederació dels Partits Socialistes, va créixer per sobre dels 10 escons aconseguint 5,1 milions de vots i 12 representants. La resta de partits van aconseguir 21 escons i només una llista, el Partit dels Pensionistes, va quedar sense representació.
| Candidatura                                                  | Facció europea        | Sufragis   | Sufragis | Escons   | Escons   |
| Candidatura                                                  | Facció europea        | Vots       | %        | Dip.     | Dif.     |
| ------------------------------------------------------------ | --------------------- | ---------- | -------- | -------- | -------- |
| Democràcia Cristiana (DC)                                    | PPE                   | 11.451.053 | 32,90%   | 26       | Es manté |
| Partit Comunista Italià (PCI)                                |                       | 9.598.369  | 27,58%   | 22       | ▼ 5      |
| Partit Socialista Italià (PSI)                               | UPSCE                 | 5.151.929  | 14,80%   | 12       | ▲ 3      |
| Moviment Social Italià - Dreta Nacional (MSI-DN)             |                       | 1.918.650  | 5,51%    | 4        | ▼ 1      |
| Liberals Republicans Federalistes (PLI-PRI-FED)              | LDE                   | 1.532.388  | 4,40%    | 4        | ▼ 1      |
| Europa Verda - Llista Verda (VE-LV)                          |                       | 1.317.119  | 3,78%    | 3        |          |
| Partit Socialista Democràtic Italià (PSDI)                   | UPSCE                 | 945.383    | 2,72%    | 2        | ▼ 1      |
| Verds de l'Arc de Sant Martí per Europa (VA)                 | CEPV                  | 830.980    | 2,39%    | 2        |          |
| Lliga Llombarda-Aliança Nord                                 |                       | 636.242    | 1,83%    | 2        | ▲ 2      |
| Democràcia Proletària                                        |                       | 449.639    | 1,29%    | 1        | Es manté |
| Antiprohibicionistes de les Drogues                          |                       | 430.150    | 1,24%    | 1        | ▼ 2      |
| Federalisme (Unió Valldostana, Partit Sard d'Acció i altres) | ALE                   | 207.739    | 0,60%    | 1        | Es manté |
| Partit Popular del Tirol del Sud                             | PPE                   | 172.383    | 0,50%    | 1        | Es manté |
| Partit dels Pensionistes                                     |                       | 162.293    | 0,47%    |          |          |
| Vots a candidatures                                          | Vots a candidatures   | 34.804.317 | 92,66%   | 81       | Es manté |
| Vots en blanc                                                | Vots en blanc         | 1.122.253  | 2,98%    | Eligendo | Eligendo |
| Vots nuls o no vàlids                                        | Vots nuls o no vàlids | 1.646.189  | 4,36%    | Eligendo | Eligendo |
| Vots emesos                                                  | Vots emesos           | 37.572.759 | 81,04%   | Eligendo | Eligendo |
| Cens total                                                   | Cens total            | 46.346.961 |          | Eligendo | Eligendo |